# Мацуда Масахиса
Мацуда Масахиса (яп. 松田正久, 17 мая 1845, округ Оги, префектура Сага, Япония — 4 марта 1914) — японский государственный деятель, министр финансов Японии (1898 и 1908).

## Биография
С детства учил французский язык и в 1872 г. продолжил обучение в области военных наук во Франции. После завершения обучения в швейцарской Лозанне вернулся на родину, принимал участие в Народном движении за права и свободы, возглавлял его отделение в префектуре Нагасаки. Вступил в ряды Либеральной партии. После того как протестное движение пошло на спад, работал в средней школе.
В 1890 г. одержал победу на выборах в Палату представителей, в парламенте отстаивал гражданские права. На последующих выборах по прямому указанию министра внутренних дел ему не удалось переизбраться, вновь стал депутатом уже в 1898 г. Возглавлял комитет по бюджету.
- 1898—1900 гг. — министр финансов,
- 1900—1901 гг. — министр образования,
- 1904—1906 гг. — председатель Палаты представителей Японии,
- 1906—1908 гг. — министр юстиции,
- 1908 г. — министр финансов,
- 1911—1912 и 1913 г. — министр юстиции Японии.

Сыграл важную роль в принятии поправок Уголовный кодекс и осуществлении фискальной консолидации после окончания Русско-японской войны.
В 1914 г. сложил с себя депутатские полномочия по состоянию здоровья.

## Награды и звания
- Орден Цветов павловнии ордена Восходящего солнца (1906 и 1914).